# U-70
L'U-70 fu un sommergibile tipo VIIC della Marina da guerra tedesca durante la seconda guerra mondiale.
L'U-Boot fu impostato nei cantieri Germaniawerft di Kiel il 19 dicembre 1939, varato il 12 ottobre 1940 ed entrò ufficialmente in servizio nella 7ª flottiglia U-Boote il 23 novembre dello stesso anno sotto il comando del Kapitänleutnant Joachim Matz (1913-1996). L'U-70 fu affondato durante la sua prima ed unica pattuglia di guerra, il 7 marzo 1941.

## Storia
Dopo un viaggio inaugurale nel mar Baltico, che servì ad addestrare l'equipaggio e a riparare difetti minori, l'U-70 salpò per la sua unica pattuglia il 20 febbraio 1941, e il 26 dello stesso mese mise a segno il suo unico successo quando affondò nei mari a sud dell'Islanda il mercantile svedese da 820 tonnellate Göteborg.
Il 7 marzo l'''U-70'' si unì a un "branco di lupi" formato dagli U-Boot U-47, U-99 e U-A per attaccare il convoglio OB 293, formato da 34 mercantili e scortato da due cacciatorpediniere (HMS Wolverine e HMS Verity) e da due corvette (HMS Camellia e HMS Arbutus). Alle 4:45 del mattino, l'U-70 sferrò il suo primo attacco e danneggiò due navi: la petroliera da 6 568 tonnellate britannica Athelbeach, che fu poi finita dall'U-99, e il mercantile britannico Delilian, da 6 432 tonnellate.
Alle 7:25 l'U-70 tornò a colpire, danneggiando stavolta la petroliera olandese da 7 493 tonnellate Mijdrecht. Tuttavia, il comandante di quest'ultima, Swart, avvistò il periscopio del sommergibile in immersione e gli si lanciò contro alla velocità di 7 nodi (13 km/h), speronandolo e danneggiandone gravemente la torretta. L'U-70 si immerse precipitosamente, ma la Mijdrecht l'aveva ormai già segnalato alla scorta che iniziò subito a cercarlo.
Poco dopo, alle 8:15, infatti, la corvetta HMS Camellia (K31) avvistò l'U-70 emerso, e lo attaccò. Il sommergibile tornò a immergersi, ma non riuscì a fuggire in quanto alla Camellia si aggiunse anche la nave sorella Arbutus (K86). La caccia durò fino alle 12:44 e vide il lancio da parte delle due corvette di 48 cariche di profondità. A quell'ora, messo alle strette, l'U-70 riemerse e si arrese. I superstiti dell'equipaggio abbandonarono il sommergibile alle coordinate 60°15′N 14°00′W e si consegnarono alle navi inglesi. In tutto, ci furono 25 morti e 20 superstiti, incluso il comandante Joachim Matz.
I prigionieri furono internati in Canada, dove rimasero per più di sei anni, fino alla loro liberazione avvenuta il 26 giugno 1947, a guerra finita.
Durante la stessa azione in cui fu catturato l'U-70, fu affondato, senza superstiti, anche il sommergibile U-47, comandato da Günther Prien e acclamato reduce dell'affondamento della HMS Royal Oak nel porto di Scapa Flow.

## Vittime
Per via della sua breve attività, l'U-70 riuscì ad affondare solo una nave e a danneggiarne altre quattro.
| Data             | Nave      | Nazionalità | Tonnellaggio | Fato                                         |
| ---------------- | --------- | ----------- | ------------ | -------------------------------------------- |
| 26 febbraio 1941 | Göteborg  | Svedese     | 820          | Affondata                                    |
| 7 marzo 1941     | Atelbeach | Britannica  | 6 568        | Danneggiata (in seguito affondata dall'U-99) |
| 7 marzo 1941     | Delilian  | Britannica  | 6 423        | Danneggiata                                  |
| 7 marzo 1941     | Mijdrecht | Olandese    | 7 493        | Danneggiata                                  |